# درن رندولف
درن ادوارد اندرو رندولف (انگلیسی: Darren Edward Andrew Randolph؛ زادهٔ ۱۲ مهٔ ۱۹۸۷) بازیکن فوتبال اهل ایرلند است.
از باشگاه‌هایی که در آن بازی کرده‌است می‌توان به چارلتون اتلتیک، ولینگ یونایتد، و آکرینگتون استنلی، جیلینگام، بری، هرفورد یونایتد، مادرول، بیرمنگام سیتی، وستهام یونایتد و میدلزبرو اشاره کرد.
وی همچنین در تیم ملی فوتبال جمهوری ایرلند بازی کرده‌است.